# Детский парк (Вологда)
Детский парк им А. С. Пушкина — сквер в Вологде. Расположен между Советским проспектом, улицами Пушкинской, Лермонтова и Предтеченской. Через Пушкинскую соприкасается с площадью Революции.

## История
Сад был заложен в 1898 году на месте ликвидированного сенного рынка. В 1899 году к 100-летию рождения А. С. Пушкина сад получил название «Парк имени Александра Сергеевича Пушкина». 23 мая в нём была открыта летняя детская площадка. 6 мая 1925 года в праздник «День леса» были произведены дополнительные посадки деревьев и кустарников и парк был переименован в Детский. 7 ноября 1924 года на месте детской площадки был поставлен бюст В. И. Ленина, который в 1925 году был заменен на бронзовый памятник. В 1926 году парк был обнесен металлической оградой на каменных столбах. В 1936 году, после проведения работ по благоустройству, в парке была установлена сцена и детские аттракционы, которые работали до 1990-х годов. В 1975 году проведена очередная реконструкция Детского парка.

## Строения
На территории сада находятся церковь Иоанна Предтечи в Рощенье, построенная в 1710 году, и «малый» памятник В. И. Ленину.

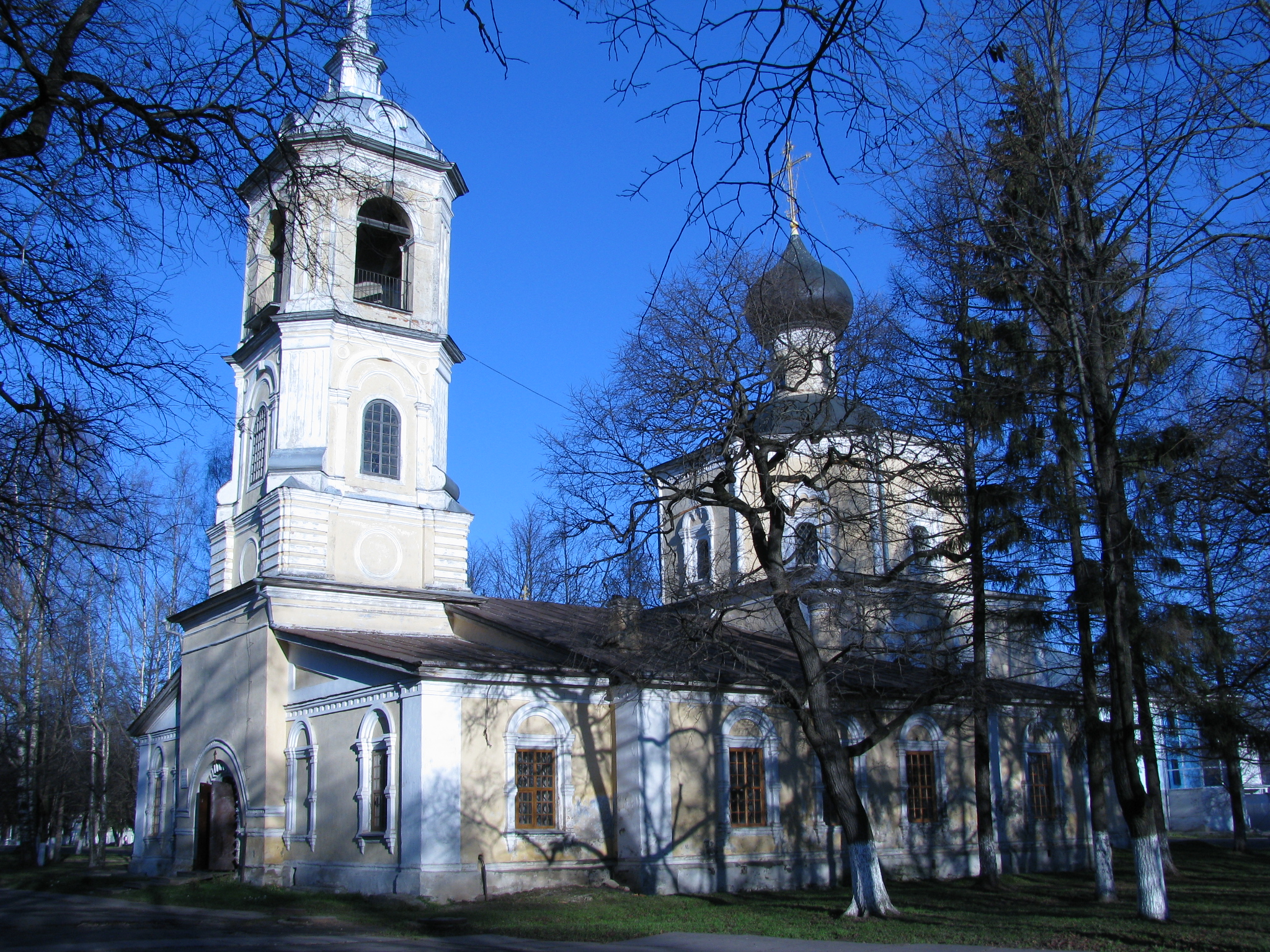
Церковь Иоанна Предтечи в Рощенье